# StemRad
StemRad es una empresa israeliana amb seu a Tel-Aviv, Israel, que desenvolupa, manufactura i ven, equips de protecció personal (EPP) contra la radiació ionitzant. El seu producte insígnia és el 360 Gamma, un aparell de protecció contra la radiació que protegeix la medul·la òssia pelviana dels usuaris. Es l'única empresa del món que fabrica equipament pensat per a protegir els usuaris dels efectes de la radiació gamma d'alta energia, i la primera companyia en fer servir un escut de protecció parcial en els seus productes. En juliol de 2015 es va anunciar que StemRad entraria en una aliança d'empreses amb el gegant aeroespacial Lockheed Martin, per desenvolupar una protecció personal pels astronautes.